# Metallhydrid
Metallhydrid ist eine Bezeichnung für Verbindungen von Metallen mit Wasserstoff und eine Untergruppe der Hydride. Je nach Bindungsart des Wasserstoffs werden sie in verschiedene Formen eingeteilt.

## Systematik und Eigenschaften

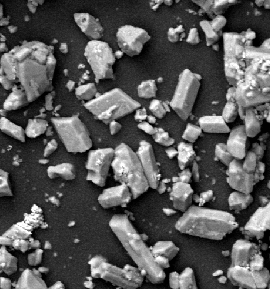
Mikroskopische Aufnahme vom Lithiumaluminiumhydrid Li[AlH_{4}]

Es gibt stöchiometrische Metallhydride (Beispiele sind die Hydride der Alkali- und Erdalkalimetalle), polymere Metallhydride (Hydride von Aluminium, Beryllium und Magnesium), die sogenannten komplexen Metallhydride (Alanate, Hydroborate) und nichtstöchiometrischen Metallhydride.
Metallhydride können überwiegend ionische oder überwiegend kovalente Bindungsverhältnisse aufweisen. So zeigt Wasserstoff in Verbindungen mit den Elementen der ersten -(Li), bzw. zweiten Periode -(Be) des Periodensystems sowohl negative (zum Beispiel Lithiumhydrid, Berylliumhydrid oder Borhydrid) als auch positive (zum Beispiel Methan, Ammoniak, Wasser und Fluorwasserstoff) Polarität. Die Oxidationszahl des Wasserstoffs ist in einem Metallhydrid -I statt wie im Normalfall +I. Daher kann Wasserstoff in seinen Verbindungen entweder als Hydrid oder als Proton aufgefasst werden, wobei der Übergang fließend ist. Entsprechend ist eine Unterteilung in salzartige, kovalente oder metallische Metallhydride üblich. Die Erweiterung dieser Systematik auf Kombinationen von Metallen, die zur Bildung von salzartigen (A) und metallischen (M) Hydriden in der Lage sind, führt zu ternären Hydriden AxMyHz, die als Hydridokomplexe oder Hydridometallate aufgefasst werden können.
Zu den salzartigen Metallhydriden zählen stöchiometrisch zusammengesetzte Hydride der Alkalimetalle und der Erdalkalimetalle (ausgenommen Beryllium). Diese sind farblose Feststoffe und bilden typische salzartige (ionische) Strukturen mit hydridischem Wasserstoff (H−). Die Alkalimetallhydride Lithiumhydrid, Natriumhydrid, Kaliumhydrid, Rubidiumhydrid und Caesiumhydrid kristallisieren im Natriumchlorid-Typ und die Erdalkalimetallhydride Calciumhydrid, Strontiumhydrid und Bariumhydrid im Bleidichlorid-Typ. Das weniger ionische Magnesiumdihydrid kristallisiert im Rutil-Typ. Die Synthese der meisten salzartigen Metallhydride erfolgt durch Erhitzen der Metalle unter Wasserstoff. Bei Kontakt dieser Hydride mit Wasser treten heftige Reaktionen unter Wasserstoffentwicklung auf, wobei sich schwere Alkalimetallhydride bereits an feuchter Luft entzünden. Gegenüber den stark elektropositiven Metallen der Hydride verhält sich der Wasserstoff wie ein elektronegativer Bestandteil (etwa von der Art des Chlorid-Ions). Tatsächlich konnte man in den Schmelzen dieser Verbindungen Hydrid-Ionen nachweisen, wobei das Lithiumhydrid thermisch besonders stabil ist. Solche Hydride sind starke Reduktionsmittel und werden von Wasser sowie Brønsted-Säuren unter Entwicklung von Wasserstoff protoniert.
Zu den kovalente Metallhydriden zählen die Hydride der Gruppen 11 und 12 (Kupferhydrid, Goldhydrid, Zinkhydrid, Cadmiumhydrid, Quecksilberhydrid), mit Ausnahme von Silberhydrid, sowie Aluminiumhydrid, Galliumhydrid und Berylliumhydrid. Da diese kovalenten Metallhydride nur bei tiefen Temperaturen stabil sind (Goldhydrid zersetzt sich bei Raumtemperatur), erfolgt ihre Darstellung durch Hydridolyse. Dazu werden Metallhalogenide in organischen Lösungsmitteln mit hydridischem Wasserstoff (hierzu dienen Lithiumhydrid, Natriumborhydrid oder Lithiumaluminiumhydrid) umgesetzt.
Als metallartige Metallhydride werden die Hydride der Übergangsmetalle der Gruppen 3–6 und 10 sowie Metalle der Lanthanoide und Actinoide bezeichnet. Sie bilden mit Wasserstoff binäre Hydride, die durch direkte Reaktion hochreiner Metallpulver mit Wasserstoff bei hohen Temperaturen und häufig unter Druck dargestellt werden können. Dabei entstehen nichtstöchiometrische Metallhydride mit großer Phasenbreite. Die meisten haben metallisches Aussehen und metallische oder halbleitende Eigenschaften. Die Kristallstruktur metallartiger Metallhydride beruht auf dichtesten Kugelpackungen von Metallatomen, deren Lücken durch Wasserstoffatome aufgefüllt werden. Daher können sie als Einlagerungsverbindungen betrachtet werden. Beim Einbau von Wasserstoffatomen in eine Metallstruktur entsteht zunächst eine feste Lösung (α-Phase) mit relativ geringem Wasserstoffgehalt in der die Metallstruktur unverändert erhalten bleibt. Durch weitere Lückenbesetzung können die Grenzzusammensetzungen MH (Oktaederlücken), MH2 (Tetraederlücken) und MH3 (Tetraeder- und Oktaederlücken) realisiert werden. Ein Kubikmeter Eisen kann z. B. 19, ein Kubikmeter Gold 46, ein Kubikmeter Platin 50 und ein Kubikmeter Palladium gar 500–900 m3 Wasserstoff legierungsartig aufnehmen. Bei der Wasserstoff-Einlagerung werden zunächst die an der Metalloberfläche adsorbierten Wasserstoff-Moleküle in Wasserstoff-Atome gespalten und diese dann in das Gitter aufgenommen. Die Kombination zweier Metallhydride die salzartige (oder metallartige) Hydride bilden, ergibt wieder ein salzartiges (oder metallartiges) ternäres Metallhydrid.
Metallhydride sind entweder salzartig aufgebaut oder ähneln Lösungen von Wasserstoff in Metall oder Legierungen. Dabei werden Wasserstoff-Moleküle auf der Oberfläche des Metalls zunächst adsorbiert und dann als elementarer Wasserstoff in das Metallgitter eingebaut. Dadurch entsteht ein recht sprödes Metallhydrid, das aber luft- und wasserunempfindlich ist.
Der Mechanismus der Aufnahme von Wasserstoff war lange Zeit unbekannt, da bei den bisher bekannten Metallhydriden die Aufnahme des Wasserstoffs die Kristallstruktur veränderte und so Modellierungen und theoretische Berechnungen unmöglich machte. Die Legierung LaMg2Ni hat jedoch eine streng geordnete Kristallstruktur, die auch nach Wasserstoff-Aufnahme erhalten bleibt. Dadurch konnte festgestellt werden, dass die Wasserstoffatome über die regulären Zwischenräume in das Metallgitter eindringen und sich jeweils eines der in der Legierung frei beweglichen Elektronen aneignen. Auf diese Weise können sich die Wasserstoffatome chemisch mit den Nickelatomen verbinden: Es entstehen isolierende NiH4-Moleküle. Die Konzentration des aufgenommenen Wasserstoffs hängt streng von der Anzahl der freien Elektronen der Legierung ab.

## Verwendung
Metallhydride haben wichtige Verwendungen in der Synthese, Katalyse (Palladium und Nickel) und in technischen Anwendungen. So wird Lithiumaluminiumhydrid in der organischen Synthese als selektives Hydrierungsreagenz eingesetzt. Thermisch stabile Metallhydride wie Zirconiumhydrid werden alternativ zu Elementen mit niedriger Ordnungszahl (Beryllium, Kohlenstoff) als Neutronenfänger (Moderatoren) in Kernkraftwerken eingesetzt.
Im Allgemeinen nehmen Metalle das Wasserstoffgas bei einer bestimmten Temperatur und einem bestimmten Druck auf (es bilden sich die entsprechenden Metallhydride) und setzen es wieder frei, wenn die Temperatur leicht erhöht oder der Druck verringert wird. Technisch verwendet werden deshalb Metallhydride in Metallhydridspeichern für Wasserstoff. Da Metallhydride aufgrund ihres im Vergleich zu Kohlenstoff hohen spezifischen Metallgewichts immer um den Faktor 10 bis 20 schwerer sein werden als ein Kohlenwasserstofftank (Benzin, Heizöl), so folgt, dass auch der Einsatz von Metallhydriden mit dem Gewichtsproblem aller Wasserstoffspeicher behaftet ist. Aufgrund der reversiblen chemischen Bindung des Wasserstoffs in Metallen sind die Hydride jedoch nicht nur Wasserstoff-, sondern auch Wärmespeicher. Diese Wärme-Wasserstoff-Kopplung ermöglicht technischen Anwendungen, die den Einsatz von Hydriden sowohl mobil als auch stationär interessant erscheinen lassen. Bei Metallhydriden ist bei gleicher Menge gespeicherten Wasserstoffs der Gleichgewichts-Druck über dem Hydrid um ein bis drei Größenordnungen geringer ist als die Werte bei der gasförmigen Speicherung in Hochdruckflaschen. Dabei ist die volumenbezogene Wasserstoffdichte im Hydrid im Allgemeinen größer als bei Wasserstoff in flüssiger Form. Aufgrund der Dichte der zur Speicherung verwendeten Legierungen liegen die gewichtsbezogenen Energiedichten nur zwischen 2 und 8 MJ/kg Hydrid (gegenüber ~40 MJ/kg bei Benzin, Heizöl). Metallhydride werden auch in reversiblen chemischen Systemen zur Energiespeicherung eingesetzt, wozu zahlreiche Metallhydrid-Metall-Systeme gehören. Eine Besonderheit dieser Metallhydrid-Speichersysteme ist, dass der bei der thermischen Beladung freigesetzte Wasserstoff auch als Brennstoff verwendet werden kann. Damit lassen sich Metallhydridspeicher sowohl als Wärme- als auch als Wasserstoffspeicher (Brennstoffspeicher) betrachten. Abhängig von der Zersetzungstemperatur werden Metallhydride in Tief- (50 °C .. -30 °C), Mittel- (200 °C .. 100 °C) und Hochtemperaturhydride (> 200 °C) eingeteilt. Die Tieftemperaturhydride eignen sich als Arbeitsstoffe für Wärmepumpen, Klimaanlagen und für die Kälteerzeugung. Hochtemperaturhydride auf Basis von Magnesium oder Magnesiumlegierungen werden als Wärmespeichersysteme für Temperaturen bis 400 °C untersucht, so in Verbindung mit dezentralen solarthermischen Systemen zur Stromerzeugung mittels Stirlingmotor oder Dampfturbine. Tieftemperaturhydride und Mitteltemperaturhydride besitzen eine Wärmespeicherdichte bis zu 0,3 MJ/kg (TiFeH2 , CaNi5H6) oder 1,5 · 103 MJ/m3 in einem Temperaturbereich von -20 °C bis 200 °C unter einem Wasserstoffdruck von etwa 10 bar. Hochtemperaturhydride haben eine Wärmedichte bis zu 3 MJ/kg (MgH2, Mg2NiH4) oder 6 · 103 MJ/m3 in einem Temperaturbereich von 200 °C bis 700 °C (TiH2 : 3 MJ/kg, 1,5 104 MJ/m3, T = 500 °C) und unter einem Wasserstoffdruck ≥ 1 bar. Aus theoretischen Überlegungen folgt für Hydride von metallischer Legierungen, dass die obere Grenze der Speicherfähigkeit von Tieftemperaturhydriden zwischen 2,3 und 2,5 Gewichts% Wasserstoff und bei den Hochtemperaturhydriden bei etwa 8 Gewichts% Wasserstoff (MgH2) liegt. Im kristallinen Zustand der Legierungen sind somit nur noch geringfügige Verbesserungen in Bezug auf die Wasserstoffspeicherdichten zu erwarten. Eine weitere Steigerung in der Wasserstoffaufnahme einer Legierung könnte dadurch erzielt werden, dass die metallischen Legierungen im amorphen bzw. rasch abgeschreckten Zustand (nicht kristallin) hergestellt werden.
Man findet Metallhydride aber auch in Metallen, die länger Wasserstoff ausgesetzt waren, da sie sich dort ungewollt bilden. Die Bildung von Metallhydriden in Metallen beim Kontakt mit Wasserstoff kann auch zur Wasserstoffversprödung führen. So kleidet man Autoklaven für die Synthese von Ammoniak nach dem Haber-Bosch-Verfahren mit Weicheisen-Blech aus und versieht den druckfesten Stahlmantel mit Bohrlöchern, um dieser Wasserstoff-Versprödung vorzubeugen.
Es gibt Legierungen (wie zum Beispiel LaMg2Ni), die zwar elektrische Leiter sind, aber zum Isolator werden, sobald sie mit Wasserstoff vollgesogen sind (dann: LaMg2NiH7). Aufgrund dieser beiden Eigenschaften könnten solche Legierungen der Entwicklung von empfindlichen Wasserstoffdetektoren dienen.
Eine weitere Anwendung von Metallhydrid ist beispielsweise der Nickel-Metallhydrid-Akkumulator.